# جوناثان جينينغز
جوناثان جينينغز (بالإنجليزية: Jonathan Jennings)‏ هو محامي وسياسي أمريكي، ولد في 1784 في الولايات المتحدة، وتوفي في 26 يوليو 1834 في شارلستون في الولايات المتحدة. حزبياً، نشط في الحزب الجمهوري الديمقراطي والحزب الديمقراطي. وقد انتخب حاكم إنديانا ‏ (12 ديسمبر 1816 – 12 سبتمبر 1822) وانتخب عضو مجلس النواب الأمريكي (2 ديسمبر 1822 – 3 مارس 1831).